# Недільний день на острові Гранд‑Жатт
«Недільний день на острові Гранд-Жатт» (фр. Un dimanche après-midi à l'Île de la Grande Jatte; літер. «У неділю пополудні на острові Гранд-Жатт») — картина величезних розмірів (2 × 3 м) французького художника Жоржа Сера, що є яскравим прикладом пуантилізму — напрями в живописі, одним із основоположників якого був Сера. Вважається однією з найкращих картин XIX століття періоду постімпресіонізму. Картина є частиною колекції Чиказького інституту мистецтв, подарованої в 1926 Фредериком Клеем Бартлеттом.

## Відгуки
«Мозаїка нудьги» — так відгукнувся філософ Ернст Блох про полотно Сера. Блох бачив на полотні лише «злидні недільного дня» та «ландшафт зображеного самогубства».
Публіцист Фелікс Фенеон, навпаки, вважав полотно веселим і життєрадісним і відгукувався про нього так: «недільна різношерста юрба… що насолоджується природою в розпал літа».
Коли картина була виставлена в 1886 році на 8-й виставці імпресіоністів, різні літературні групи сприйняли її в абсолютно різних аспектах: реалісти написали про неї як про недільну прогулянку паризького люду, а символісти в застиглих силуетах фігур почули відлуння ходів часів фараонів. Все це викликало насмішку художника, який хотів лише написати «веселу і яскраву композицію з рівновагою горизонталей і вертикалей, домінантами теплих кольорів і світлих тонів зі світлою білою плямою в центрі».

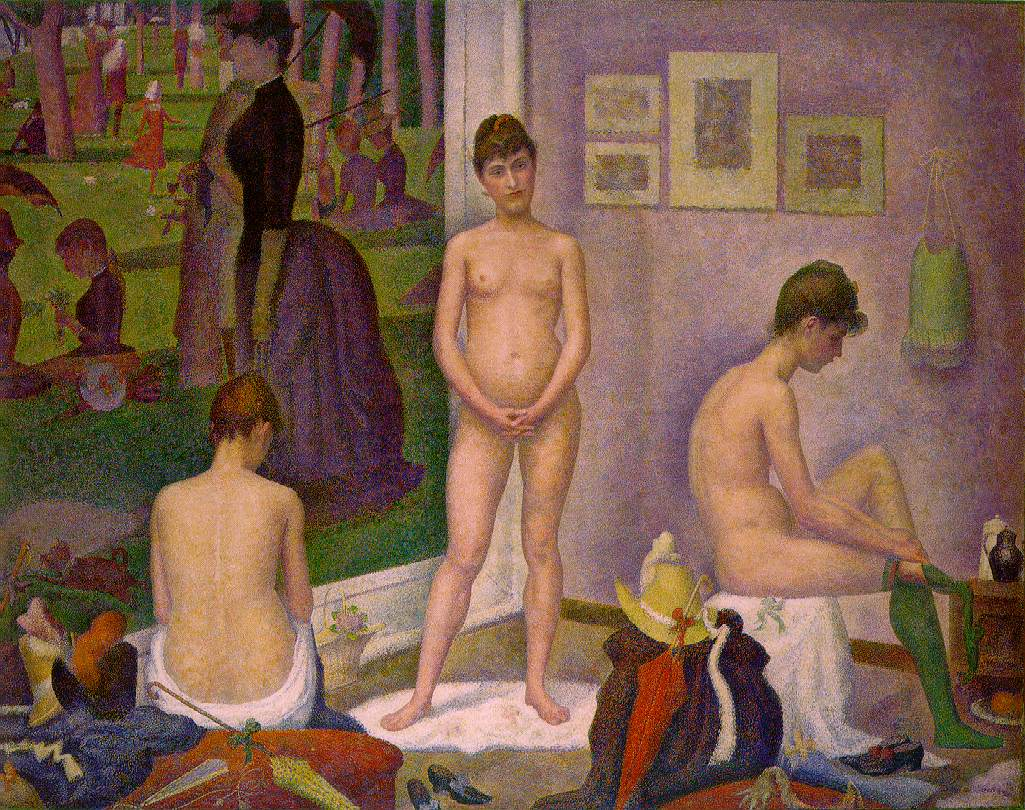
«Натурниці», Сера, 1887—1888, Фонд Барнса, Філадельфія. На стіні висить картина «Неділя на острові Гранд-Жатт»

## Фільмографія
- «Оранжево-зелено-пурпурна утопія», фільм Алена Жобера[fr] з циклу «Палітри» (Франція, 1991).